# Relatív kockázat

A kezelésnek kitett csoportban (balra) a káros következmények (sötétvörös) kockázata a fele (RR = 4/8 = 0,5) a kezelésnek nem kitett csoporthoz képest (jobbra)

A relatív kockázat (RR) vagy kockázati arány a kezelt csoport kimenetel-valószínűségének és a nem kezelt csoport kimenetel-valószínűségének aránya. Ezt úgy kell kiszámítani, hogy: {\displaystyle I_{e}/I_{u}}, ahol {\displaystyle I_{e}} - az előfordulás a kezelt csoportban, és - {\displaystyle I_{u}} az előfordulás a nem kezelt csoportban. A kockázati különbséggel és az esélyhányadossal együtt a relatív kockázat a kezelés és az eredmény közötti összefüggést mutatja meg.

## Statisztikai felhasználása és jelentése
A relatív kockázatot a kísérleti, a kohort (csoport-tanulmányi)  és a keresztmetszeti vizsgálatok adatainak statisztikai elemzéséhez használják a kezelések vagy kockázati tényezők, valamint az eredmények közötti kapcsolat erősségének becslésére.  Például arra használják, hogy összehasonlítsák egy kezelés kedvezőtlen kimenetelét (kockázatát) a kezelés nélküli (vagy placebóval kezelt) csoport eredményével, vagy ha környezeti kockázati tényezőnek vannak kitéve, szemben a nem kitett csoporttal. 
Feltételezve, hogy az kezelés és az eredmény között van ok-okozati összefüggés, az RR értékei a következőképpen értelmezhetők: 
- RR = 1 azt jelenti, hogy az kezelés nem befolyásolja az eredményt
- RR < 1 azt jelenti, hogy az kezelés csökkenti a kimenetel kockázatát
- RR > 1 azt jelenti, hogy az kezelés növeli a kimenetel kockázatát

## Felhasználása eredmények bemutatására
A relatív kockázatot általában a randomizált kontrollált vizsgálatok eredményeinek bemutatására használják. Ez akkor lehet problematikus, ha a relatív kockázatot abszolút mérték, például abszolút kockázat vagy kockázati különbség nélkül mutatják be. Azokban az esetekben, amikor az base rate (a vizsgált hatás aránya az összeshez) alacsony,  a nagy vagy kis relatív kockázati értékekből nem feltétlenül következtethetünk szignifikáns hatásokra, és a közegészségre gyakorolt hatás fontosságát könnyen túlbecsülhetjük. Ugyanígy, azokban az esetekben, amikor a base rate magas, az 1-hez közeli relatív kockázati értékek is jelentős hatást eredményezhetnek és ezek hatásait alábecsülhetjük. Ezért ajánlott mind az abszolút, mind a relatív mérések bemutatása.

## Következtetés
A relatív kockázatot meg lehet becsülni egy 2x2-es kontingencia táblázat alapján : 
|                   | Csoport      | Csoport |
| Intervenció (I)   | Kontroll (K) |         |
| ----------------- | ------------ | ------- |
| Események (E)     | IE           | KE      |
| Nem események (N) | IN           | KN      |

A relatív kockázat pontbecslése: 
{\displaystyle RR={\frac {IE/(IE+IN)}{KE/(KE+KN)}}={\frac {IE(KE+KN)}{KE(IE+IN)}}.}
A {\displaystyle \log(RR)} mintavételi eloszlása megközelítőleg normál eloszlást mutat,  standard hibával (SE) 
{\displaystyle SE(\ln(RR))={\sqrt {{\frac {IN}{IE(IE+IN)}}+{\frac {KN}{KE(KE+KN)}}}}.}
Ha az {\displaystyle 1-\alpha } valószínűségi érték a {\displaystyle \ln(RR)}-ra,  akkor  
{\displaystyle CI_{1-\alpha }(\ln(RR))=\ln(RR)\pm SE(\ln(RR))\times z_{\alpha },}
ahol {\displaystyle z_{\alpha }} a kiválasztott szignifikanciaszinthez tartozó standard érték.  Az RR körüli konfidencia intervallum megkereséséhez a fenti konfidencia intervallum két határát  hatványozzuk.  
A regressziós modellekben a kezelést jellemzően indikátorváltozóként szerepeltetik, a kockázatot befolyásoló egyéb tényezőkkel együtt. A relatív kockázatot általában a magyarázó változók mintaértékeinek átlagára kiszámítva adják meg. 

## Összehasonlítás az esélyhányadossal
A relatív kockázat különbözik az esélyhányadostól, bár aszimptotikusan közelít a kimenetelek kis valószínűségeihez. Ha az IE lényegesen kisebb, mint az IN, akkor IE / (IE  +  IN) {\displaystyle \scriptstyle \approx } IE / IN. Hasonlóképpen, ha a KE sokkal kisebb, mint a KN, akkor a KE / (KN + KE) {\displaystyle \scriptstyle \approx } KE / KN. Így, ritka betegség esetén:  
{\displaystyle RR={\frac {IE(KE+KN)}{KE(IE+IN)}}\approx {\frac {IE\cdot KN}{IN\cdot KE}}=OR.}
A gyakorlatban az esélyhányadost általában az esettanulmány-vizsgálatok során használják, mivel a relatív kockázatot nem lehet becsülni.
Valójában az esélyhányadost sokkal általánosabban használják a statisztikákban, mivel a logisztikus regresszió, amelyet gyakran alkalmaznak klinikai vizsgálatokhoz, az esélyhányados logaritmusa, nem pedig a relatív kockázaté. Az esélyeket (azok természetes logaritmusát) a magyarázó változók lineáris függvényeként becsülik.  A kezelés típusától függően a becsült esélyhányados a 70 és a 60 éves korosztály esetén logisztikus regressziós modellel kiértékelve azonos lesz. Mivel az eredmény a gyógyszertől és az életkortól függ a relatív kockázat jelentősen eltérhet a korosztályok esetén. 
Mivel a relatív kockázat a hatékonyság intuitívabb mérőszáma, megkülönböztetése az esélyhányadostól fontos, különösen közepes és magas valószínűség esetén. Ha az A esemény 99,9%-os, a B esemény 99,0%-os kockázatot jelent, akkor a relatív kockázat valamivel több, mint 1, míg az A esemény bekövetkezésének esélye több, mint 10-szer magasabb, mint a B eseményé. 
A statisztikai modellezés szemszögéből nézve, például a Poisson-regresszió a relatív kockázat segítségével értelmezhető, míg a logisztikai regresszió az esélyhányadossal, attól  függően, hogy a magyarázó változó az aránnyal vagy az eséllyel multiplikatív.  

## Bayes-féle értelmezés
Feltételezhetünk egy betegséget, amelyet {\displaystyle D}-vel jelölünk, ha nincs betegség azt {\displaystyle \neg D}-vel, a kezelést {\displaystyle E}-vel, és a {\displaystyle \neg E}-vel a kezeletlent . A relatív kockázatot így lehet megadni 
{\displaystyle RR={\frac {P(D\mid E)}{P(D\mid \neg E)}}={\frac {P(E\mid D)/P(\neg E\mid D)}{P(E)/P(\neg E)}}.}
Ilyen módon a relatív kockázat Bayes-féle értelmezésben a kezelés utólagos aránya pl.: betegség észlelése után) normalizálva van a kezelés korábbi arányával. Ha a kezelés utólagos aránya hasonló a kezelés előttihez, akkor a hatás körülbelül 1, ami azt jelzi, hogy nincs összefüggés a kezelés és a betegség között, mivel az nem változtatta meg az expozícióval kapcsolatos meggyőződést. Más részről viszont az kísérletet követő arány kisebb vagy nagyobb, mint a kísérletet megelőző arány, akkor a betegség megváltoztatta a kísérlet  veszélyének képét, és ennek a változásnak a mértéke a relatív kockázat. 

## Numerikus példa
|                       | Kísérleti csoport (E)        | Kontroll csoport (K)         | Összes |
| Események (E)         | EE = 15                      | KE = 100                     | 115    |
| --------------------- | ---------------------------- | ---------------------------- | ------ |
| Nem események (N)     | EN = 135                     | KN = 150                     | 285    |
| Összes elem (S)       | ES = EE + EN = 150           | KS = KE + KN = 250           | 400    |
| Események aránya (ER) | EER = EE / ES = 0.1 vagy 10% | KER = KE / KS = 0.4 vagy 40% |        |

| Egyenlet              | Változó                            | Rövidítés | Érték          |
| --------------------- | ---------------------------------- | --------- | -------------- |
| KER - EER             | Abszolút kockázatcsökkentés        | ARR       | 0,3, vagy 30%  |
| (KER - EER) / KER     | Relatív kockázatcsökkentés         | RRR       | 0,75, vagy 75% |
| 1 / (KER − EER)       | A kezeléshez szükséges szám        | NNT       | 3,33           |
| EER / KER             | Kockázati arány                    | RR        | 0.25           |
| (EE / EN) / (KE / KN) | Esélyhányados                      | VAGY      | 0,167          |
| (KER - EER) / KER     | Megelőzhető frakció a kezeletlenek | PF u      | 0.75           |

## Fordítás
Ez a szócikk részben vagy egészben  a   Relative risk című angol Wikipédia-szócikk ezen változatának fordításán alapul.  Az eredeti cikk szerkesztőit annak laptörténete sorolja fel. Ez a jelzés csupán a megfogalmazás eredetét és a szerzői jogokat jelzi, nem szolgál a cikkben szereplő információk forrásmegjelöléseként.